# 16 (잡지)
16은 미국 뉴욕시에서 발행되는 팬 잡지였다.